# بيت السلاقة (مذيخرة)

تعديل مصدري - تعديل

بيت السلاقة هي إحدى قرى عزلة مذيخرة بمديرية مذيخرة التابعة لمحافظة إب، بلغ تعداد سكانها 51 نسمة حسب تعداد اليمن لعام 2004.